# A Busca por Christa T.
The Quest for Christa T. (Nachdenken über Christa T.) é um romance de 1968 da escritora alemã Christa Wolf que segue dois amigos de infância desde a Segunda Guerra Mundial até a década de 1960 na Alemanha Oriental. Estilisticamente, demonstra uma experimentação subjetivista em prosa característica da literatura da RDA dos anos 1960. De acordo com a exposição de 2013 "David Bowie Is", o romance foi um dos 100 livros favoritos de David Bowie .

## Trama
O romance conta parte da história de Christa T., uma jovem, estudante, depois professora, depois mãe, da República Democrática Alemã, que sofre de leucemia e vai morrer em breve.
A narradora e Christa T. (filha de uma professora de Eichholz, perto de Friedeberg, a 50 km de distância) se conheceram na escola em 1943. Membros como os outros do Bund Deutscher Mädel ou do Jungmädelbund, eles confiam no regime em vigor, apesar de tudo. Eles se perderam de vista em 1945, mas se encontraram novamente em 1952 na Universidade de Leipzig, na faculdade de pedagogia. As referências e as utopias mudam: Gorky, Makarenko, mas também Dostoiévski, Thomas Mann. . . 22 de maio de 1954, Christa T., Krischan, se formando. Ela conhece, frequenta e depois se casa com Justus, um veterinário. Eles vivem uma vida de cidadãos sem muitos parentes, além de camponeses, pastores, caçadores. Eles têm três filhos, às vezes viajam em família, deixam um apartamento para construir uma casa unifamiliar no campo, isolada, em uma pequena colina, perto de um lago.
Ela mora lá por um curto período de tempo. Sofrendo de leucemia, então em estado incurável, ela foi tratada com prednisona, provavelmente em excesso. Após o nascimento de seu terceiro filho, em 1962, Christa T. morre em fevereiro de 1963.
A partir de suas memórias, de seus parentes (Justus, Günther, Blasing, etc.), de seus apontamentos, cartas, esboços, a narradora reconstrói o desaparecido com leves toques: intransigência, aptidão para a amargura. "Madame Bovary", não era isso ( p. 251 ). Esta vida meio desperdiçada. [. . . ] Ela não aguentou o estado das coisas. [. . . ] (a queda da Alemanha oriental) Ela se viu dissolvida em uma poeira de "ações e frases de banalidade mortal (p. 253). O que falta a este mundo para ser perfeito ( p. 95 )?, Quando, se não agora? .

## Recepção
Christa Ihlenfeld (1929-2011), conheceu Wolf desde 1951, quando frequentavam a escola secundária em Gorzów Wielkopolski, depois Landsberg an der Warthe (1257-1945). O anúncio da morte de sua amiga de infância Christa Tabbert (1927-1963) marca uma virada política na RDA e no desenvolvimento da escritora Christa Wolf (autenticidade subjetiva).
Marcel Reich-Ranicki escreve: Christa T. morre de leucemia, mas está doente com a RDA . Alain Lance: A romancista aponta, sem dúvida, a dolorosa contradição, sentida por toda uma geração, entre a realização individual e os padrões oficiais estabelecidos pelo Estado (prefácio de Alain Lance, edição de 2019).
Esta doença e morte são metafóricas para a situação na RDA e no bloco euro-soviético na época.